# Andrew Smith (Zoologe)

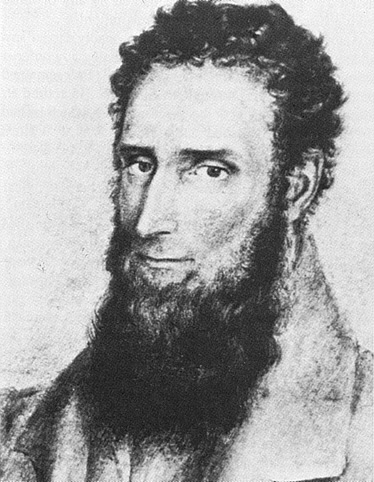
Sir Andrew Smith (1797–1872)

Sir Andrew Smith (* 3. Dezember 1797 in Hawick, Schottland; † 11. August 1872 in London) war ein britischer Militärarzt der Chirurgie, Zoologe und Forschungsreisender.

## Leben und Wirken
Smith studierte an der University of Edinburgh und war ab 1819 beim Army Medical Service. Ab 1821 war Smith 16 Jahre lang als Militärarzt in Südafrika stationiert. In Fort Pitt, Chatham (Kent), wurde er 1837 medizinischer Direktor, 1845 dann stellvertretender Generalinspektor. Im Jahre 1853 wurde Smith für 5 Jahre zum Generaldirektor des Royal Army Medical Departments (British Medical Services) ernannt. Dabei war er auch an der Organisation des Gesundheitswesens im Krimkrieg beteiligt, dessen Ineffizienz ihm Vorwürfe der The Times einbrachte, wovon er aber in einer Untersuchungskommission entlastet wurde. 1858 ging er aus Gesundheitsgründen in den Ruhestand. In dieser langen Amtszeit wurde Smith zu einer Autorität auf dem Gebiet der Zoologie Südafrikas. Im Jahre 1857 wurde er zum Fellow of the Royal Society gewählt. Für seine Verdienste wurde er von Königin Victoria 1859 zum Ritter geschlagen.
Smith war der Autor des monumentalen Werkes Illustrations of the zoology of South Africa. (1838–49). In dem Kapitel Hippopotamus schrieb er über das Rückzugsverhalten des Flusspferdes Hippopotamus amphibius (Linnaeus 1758). Darin erkannte er, dass vor der Kolonialisierung des Kaps der Guten Hoffnung durch die Niederländer die Flusspferde dort überall in sämtlichen größeren Flüssen vorkamen, wohingegen im Jahre 1849 alle bis auf wenige Vereinzelte dort verschwunden waren. Er erzählte auch, dass diese Art großen Scharfsinn bei ihrer Wanderung beweist, wenn Gefahr durch Siedler mit Schusswaffen droht. So massig wie sie auch sind, können sie trotzdem sehr schnell große Strecken über Land von einem Tümpel zum nächsten, der im ausgetrockneten Flussbett zurückgeblieben ist, zurücklegen; aber im Wasser können sie sich am besten fortbewegen, sei es in Flüssen oder am Meeresufer. Smith hat auch beobachtet, dass Nilpferde in Gebieten, die vom Menschen bewohnt werden, nur des Nachts fressen, hauptsächlich Gräser, aber auch Gestrüpp.
Er erstbeschrieb 65 Arten von Reptilien.
Er war ab 1825 der erste Direktor (Superintendent) des South African Museum of Natural History. 1828 unternahm er eine Forschungsreise nach Namaqualand und veröffentlichte 1831 über Buschmänner. 1834 bis 1836 leitete er die erste wissenschaftliche Expedition ins Innere Südafrikas.

## Dedikationsnamen
Charles Lucien Jules Laurent Bonaparte nannte 1854 eine Gattung Smithiglaux für den Kapzwergkauz (Glaucidium capense (Smith, A, 1834)), wobei der zweite Teil des Wortes für »glaux, glaukos γλαυξ, γλαυκος« für »Eule« steht. Bereits 1850 nannte er die Karoo-Drossel (Turdus smithi) und die Weißwangenlerchen-Unterart (Eremopterix leucotis smithi) nach Smith. Louis Fraser ehrte ihn 1843 in der Nördlicher-Fiskalwürger-Unterart (Lanius humeralis smithii) und im Annobonparadiesschnäpper (Terpsiphone smithii). Ernst Hartert widmete ihm 1891 den namen der Kaplöffelente (Spatula smithii). William Lutley Sclater ehrte ihn 1922 im Asio tingitanus andrewsmithi, ein Name der heute als Synonym für die Kapohreule (Asio capensis) steht.
Caprimulgus smithi Bonaparte, 1850 wird heute als Synonym zu Ziegenmelker (Caprimulgus europaeus) betrachtet, Drymoica smithi Bonaparte, 1850 als Synonym für die Braunkopf-Zistensänger-Unterart (Cisticola fulvicapilla ruficapilla), Procellaria smithi Schlegel, 1863 ein Synonym für den Silbersturmvogel (Fulmarus glacialoides), Mirafra smithi Sharpe, 1909 ein Synonym für die Savannenlerche (Mirafra africanoides), Tchitrea suahelica smithi Roberts, 1936 ein Synonym für die Graubrust-Paradiesschnäpper-Unterart (Terpsiphone viridis granti).

## Werke
- Illustrations of the zoology of South Africa. 5 Bände, Smith, Elder & Co., London 1838–49.